# Sabina
Sabina je ženské jméno latinského původu. Původ je pravděpodobně od Sabinek, což byly příslušnice staroitalského kmene Sabinů (což se někdy vykládá jako „lidé svoji“).
Podle českého kalendáře má svátek 22. října.

## Statistické údaje
Následující tabulka uvádí četnost jména v ČR a pořadí mezi ženskými jmény ve srovnání dvou roků, pro které jsou dostupné údaje MV ČR – lze z ní tedy vysledovat trend v užívání tohoto jména:
| Rok       | Četnost    | Pořadí   |
| 1999      | 5317       | 110.     |
| 2002      | 5952       | 105.     |
| Porovnání | o 635 více | o 5 lépe |

Změna procentního zastoupení tohoto jména mezi žijícími ženami v ČR (tj. procentní změna se započítáním celkového úbytku žen v ČR za sledované tři roky) je +12,8%, což svědčí o značném nárůstu obliby tohoto jména.
Toto jméno má také verzi Sabína, které nosí v současné době 27 žen a dívek.

## Známé nositelky jména
- Svatá Sabina – římská mučednice z řad prvotní církve
- Sabina Citron – přeživší holokaustu
- Sabina Cojocar – rumunská gymnastka
- Sabina Králová – česká herečka
- Sabina Laurinová – česká herečka
- Sabina Măriuţă – rumunská krasobruslařka
- Sabina Mokrošová - česká žokejka a bojovnice za práva koní, pětinásobná Derby vítězka, osminásobná česká šampionka jezdců
- Sabina Remundová – česká herečka
- Sabina Rojková – česká herečka
- Sabina Slonková – česká novinářka
- Sabina Spielrein – ruská lékařka
- Sabina Wojtala – polská krasobruslařka

## Sabina jako příjmení
- Joaquín Sabina – španělský zpěvák, písničkář a básník
- Karel Sabina – český spisovatel a novinář
- María Sabina – mexická vikářka